# San Ramón (Beni)
San Ramón ist eine Landstadt im Departamento Beni im südamerikanischen Andenstaat Bolivien.

## Lage
San Ramón ist der zentrale Ort des Municipio San Ramón und liegt im Kanton San Ramón in der Provinz Mamoré. Die Stadt liegt auf einer Höhe von 139 m am rechten Ufer des Río Machupo, der zum Río Iténez hin entwässert. Östlich der Stadt liegt der See Laguna Grande mit einer Länge von 2600 und einer Breite von 1600 Metern.

## Geographie
San Ramón liegt in der Moxos-Ebene, mit über 100.000 km² einem der größten Feuchtgebiete der Erde. Vorherrschende Vegetationsform in der Region San Ramón ist die der tropischen Savanne.
Die Temperaturschwankungen sind niedrig, sowohl im Tagesverlauf als auch im Jahresverlauf (siehe Klimadiagramm San Joaquín). Die Jahresdurchschnittstemperatur liegt bei über 26 °C, die Monatsdurchschnittstemperaturen liegen zwischen 24 und 29 °C. Der Jahresniederschlag beträgt rund 1500 mm; die Monate Juni bis August sind durch eine Trockenzeit geprägt, in der die geringen Niederschläge rasch verdunsten.

## Verkehrsnetz
San Ramón liegt in einer Entfernung von 211 Straßenkilometern nördlich von Trinidad, der Hauptstadt des Departamento Beni.
Durch San Ramón führt die 1631 Kilometer lange Nationalstraße Ruta 9, die das gesamte bolivianische Tiefland durchquert und Guayaramerín im Norden an der brasilianischen Grenze mit Yacuiba im Süden an der argentinischen Grenze verbindet. Sie führt als unbefestigte Landstraße von Guayaramerín aus zwischen dem Grenzfluss Río Iténez und dem Río Yata nach Süden, überquert bei Puerto Siles den Río Mamoré und erreicht über San Joaquín nach weiteren 88 Kilometern San Ramón. Von dort führt sie weiter über San Pedro Nuevo und San Javier zur Departamento-Hauptstadt Trinidad.
Am Ostrand der Stadt San Ramón liegt der Flugplatz San Ramón mit einer 1930 m langen unbefestigten Landepiste, der den IATA-Flughafencode SRD und den ICAO-Code SLRA trägt.

## Bevölkerung
Die Einwohnerzahl der Ortschaft ist in den vergangenen beiden Jahrzehnten etwa gleich geblieben, war zur Jahrhundertwende jedoch um etwa ein Drittel angestiegen:
| Jahr | Einwohner | Quelle       |
| ---- | --------- | ------------ |
| 1992 | 3427      | Volkszählung |
| 2001 | 4431      | Volkszählung |
| 2012 | 3483      | Volkszählung |
| 2024 |           | Volkszählung |